# Hungarian International 1986
Die Hungarian International 1986 im Badminton fanden vom 1. bis zum 2. November 1986 in Budapest statt. Es war die elfte Auflage dieser internationalen Meisterschaften von Ungarn im Badminton.

## Sieger und Platzierte
| Disziplin    | Gold                               | Silber                             | Bronze                             |
| ------------ | ---------------------------------- | ---------------------------------- | ---------------------------------- |
| Herreneinzel | Klaus Fischer                      | Vitaliy Shmakov                    | Heinz Fischer                      |
| Herreneinzel | Klaus Fischer                      | Vitaliy Shmakov                    | Gábor Petrovits                    |
| Dameneinzel  | Svetlana Belyasova                 | Vlada Belyutina                    | Éva Varga                          |
| Dameneinzel  | Svetlana Belyasova                 | Vlada Belyutina                    | Monika Cassens                     |
| Herrendoppel | Klaus Fischer Heinz Fischer        | Frank-Thomas Seyfarth Thomas Mundt | Vitaliy Shmakov Mikhail Korshuk    |
| Herrendoppel | Klaus Fischer Heinz Fischer        | Frank-Thomas Seyfarth Thomas Mundt | György Vörös Gábor Petrovits       |
| Damendoppel  | Svetlana Belyasova Vlada Belyutina | Monika Cassens Petra Michalowsky   | Márta Dovalovszki Éva Varga        |
| Damendoppel  | Svetlana Belyasova Vlada Belyutina | Monika Cassens Petra Michalowsky   | Jaroslava Balcarová Jitka Lacinová |
| Mixed        | Vitaliy Shmakov Svetlana Belyasova | Thomas Mundt Monika Cassens        | Heinz Fischer Ingrid Wieltschnig   |
| Mixed        | Vitaliy Shmakov Svetlana Belyasova | Thomas Mundt Monika Cassens        | István Englert Andrea Papp         |

## Finalresultate
| Disziplin    | Sieger                             | Finalist                           | Ergebnis          |
| ------------ | ---------------------------------- | ---------------------------------- | ----------------- |
| Herreneinzel | Klaus Fischer                      | Vitaliy Shmakov                    | 15–2, 15–3        |
| Dameneinzel  | Svetlana Belyasova                 | Vlada Belyutina                    | 11–0, 10–12, 11–2 |
| Herrendoppel | Klaus Fischer Heinz Fischer        | Frank-Thomas Seyfarth Thomas Mundt | 15–4, 18–16       |
| Damendoppel  | Svetlana Belyasova Vlada Belyutina | Monika Cassens Petra Michalowsky   | 15–12, 15–7       |
| Mixed        | Vitaliy Shmakov Svetlana Belyasova | Thomas Mundt Monika Cassens        | 15–10, 15–10      |